# Vallalhohi
Vallalhohi est une petite île inhabitée des Maldives. 

## Géographie
Vallalhohi est située dans le centre des Maldives, au Sud de l'atoll Nilandhe Sud, dans la subdivision de Dhaalu. 